# Torleik fager
Torleik fager (Þórleikr fagri) var en isländsk furstelovskald hos den danske kungen Sven Estridsson. Troligen tillhörde han Laxdalsätten, om vilken berättas i Laxdalingarnas saga.
Sommaren 1051 kom Torleik till Danmark där han diktade ett kväde om Sven Estridsson (av islänningar ofta kallad Sven Ulfsson), ur vilket 13 strofer, eller delar därav, har bevarats. De prisar kungens givmildhet och hans mod i slaget på Lyrskogsheden. Vidare omtalas den norske kungen Harald Hårdrådes härjningar i Danmark åren 1050–1051. Det anmärkningsvärda med detta kväde är att skalden mycket bestämt tar parti mot den norske kungen. Det var visserligen brukligt att skalder prisade de furstar de besökte, men att de öppet tog ställning mot någon annan furste var inte så vanligt.
De strofer som bevarats av Torleiks kväde finns i Snorres konungasagor (Heimskringla), Knytlingasagan och Skáldskaparmál. I Skáldskaparmál förekommer både namnen Torleif fager och Torleik fager. Enligt Finnur Jónsson rör det sig om samma skald som av Snorre Sturlasson på två ställen felaktigt kallas Torleif (Þórleifr).